# Carel Eiting
Carel Eiting (Ámsterdam, 11 de febrero de 1998) es un futbolista neerlandés que juega en la demarcación de centrocampista para el A. C. Omonia Nicosia de la Primera División de Chipre.

## Trayectoria
Tras empezar a formarse como futbolista con las filas inferiores del Ajax de Ámsterdam, finalmente en 2016 ascendió al segundo equipo. Hizo su debut el 12 de agosto de 2016 contra el Almere City FC. En 2018 subió al primer equipo, aunque llegó a hacer su debut el 26 de octubre de 2016 contra el Kozakken Boys en la Copa de los Países Bajos.
En septiembre de 2020 se marchó a Inglaterra para jugar prestado una temporada en el Huddersfield Town A. F. C. Tras finalizar la misma abandonó de manera definitiva el Ajax de Ámsterdam para fichar por el K. R. C. Genk belga. Allí completó media temporada antes de volver a Huddersfield, esta vez en propiedad. Cuando terminó la campaña quedó libre al expirar su contrato y no ser renovado.
En agosto de 2022 regresó a su país después de firmar con el F. C. Volendam por dos años. Al inicio del segundo dejó el club para jugar en el F. C. Twente hasta mediados de 2026. Este equipo lo cedió en enero de 2025 al Sparta de Róterdam antes de marcharse definitivamente al A. C. Omonia Nicosia en agosto.

## Estadísticas

### Clubes
Actualizado al último partido disputado el 2 de noviembre de 2024.
| Club                                  | Div.          | Temporada     | Liga  | Liga  | Copas nacionales | Copas nacionales | Copas internacionales | Copas internacionales | Total | Total |
| Club                                  | Div.          | Temporada     | Part. | Goles | Part.            | Goles            | Part.                 | Goles                 | Part. | Goles |
| ------------------------------------- | ------------- | ------------- | ----- | ----- | ---------------- | ---------------- | --------------------- | --------------------- | ----- | ----- |
| Jong Ajax · Países Bajos              | 2.ª           | 2016-17       | 28    | 3     | —                | —                | —                     | —                     | 28    | 3     |
| Jong Ajax · Países Bajos              | 2.ª           | 2017-18       | 18    | 4     | —                | —                | —                     | —                     | 18    | 4     |
| Jong Ajax · Países Bajos              | 2.ª           | 2018-19       | 3     | 0     | —                | —                | —                     | —                     | 3     | 0     |
| Jong Ajax · Países Bajos              | 2.ª           | 2019-20       | 12    | 1     | —                | —                | —                     | —                     | 12    | 1     |
| Jong Ajax · Países Bajos              | Total club    | Total club    | 61    | 8     | 0                | 0                | 0                     | 0                     | 61    | 8     |
| Ajax de Ámsterdam · Países Bajos      | 1.ª           | 2016-17       | 0     | 0     | 1                | 0                | 0                     | 0                     | 1     | 0     |
| Ajax de Ámsterdam · Países Bajos      | 1.ª           | 2017-18       | 4     | 0     | 2                | 0                | 0                     | 0                     | 6     | 0     |
| Ajax de Ámsterdam · Países Bajos      | 1.ª           | 2018-19       | 7     | 0     | 2                | 0                | 5                     | 0                     | 14    | 0     |
| Ajax de Ámsterdam · Países Bajos      | 1.ª           | 2019-20       | 6     | 0     | 3                | 0                | 1                     | 1                     | 10    | 1     |
| Ajax de Ámsterdam · Países Bajos      | Total club    | Total club    | 17    | 0     | 8                | 0                | 6                     | 1                     | 31    | 1     |
| Huddersfield Town A. F. C. Inglaterra | 2.ª           | 2020-21       | 23    | 3     | 0                | 0                | —                     | —                     | 23    | 3     |
| K. R. C. Genk · Bélgica               | 1.ª           | 2021-22       | 12    | 0     | 2                | 0                | 5                     | 0                     | 19    | 0     |
| K. R. C. Genk · Bélgica               | Total club    | Total club    | 12    | 0     | 2                | 0                | 5                     | 0                     | 19    | 0     |
| Huddersfield Town A. F. C. Inglaterra | 2.ª           | 2021-22       | 5     | 0     | 2                | 0                | —                     | —                     | 7     | 0     |
| Huddersfield Town A. F. C. Inglaterra | Total club    | Total club    | 28    | 3     | 2                | 0                | 0                     | 0                     | 30    | 3     |
| F. C. Volendam · Países Bajos         | 1.ª           | 2022-23       | 34    | 3     | 1                | 0                | —                     | —                     | 35    | 3     |
| F. C. Volendam · Países Bajos         | Total club    | Total club    | 34    | 3     | 1                | 0                | 0                     | 0                     | 35    | 3     |
| F. C. Twente · Países Bajos           | 1.ª           | 2023-24       | 23    | 0     | 1                | 0                | —                     | —                     | 24    | 0     |
| F. C. Twente · Países Bajos           | 1.ª           | 2024-25       | 10    | 1     | 0                | 0                | 3                     | 0                     | 13    | 1     |
| F. C. Twente · Países Bajos           | Total club    | Total club    | 33    | 1     | 1                | 0                | 3                     | 0                     | 37    | 1     |
| Total carrera                         | Total carrera | Total carrera | 185   | 15    | 14               | 0                | 14                    | 1                     | 213   | 16    |

## Palmarés

### Títulos nacionales
| Título                        | Club          | País         | Año  |
| ----------------------------- | ------------- | ------------ | ---- |
| Copa de los Países Bajos      | A. F. C. Ajax | Países Bajos | 2019 |
| Eredivisie                    | A. F. C. Ajax | Países Bajos | 2019 |
| Supercopa de los Países Bajos | A. F. C. Ajax | Países Bajos | 2019 |